# 191 km (obwód leningradzki)
191 km (ros. 191 км) – przystanek kolejowy w miejscowości Pasza, w rejonie wołchowskim, w obwodzie leningradzkim, w Rosji. Położony jest na linii Wołchow - Murmańsk.